# Kiln House
Kiln House é o quarto álbum de estúdio da banda anglo-americana de rock Fleetwood Mac, lançado em setembro de 1970. É o primeiro álbum com da fase pós-Peter Green e o último com a participação de Jeremy Spencer. Christine McVie esteve presente nas gravações e na elaboração do projeto gráfico, mas só foi efetivada como membro no álbum posterior.

## Faixas
1. "This Is The Rock" (Spencer) - 2:45
2. "Station Man" (Kirwan/Spencer/J McVie) - 5:49
3. "Blood On The Floor" (Spencer) - 2:44
4. "Hi Ho Silver" (Spencer) - 3:05
5. "Jewel Eyed Judy" (Kirwan) - 3:17
6. "Buddy's Song" (Spencer) - 2:08
7. "Earl Gray" (Kirwan) - 4:01
8. "One Together" (Spencer) - 3:23
9. "Tell Me All The Things You Do" (Kirwan/Spencer/J McVie) - 4:10
10. "Mission Bell" (Hodges/Michael) - 2:32